# Apirana Ngata

Apira Ngata 1905

Sir Āpirana Turupa Ngata (* 3. Juli 1874 in Te Araroa; † 14. Juli 1950 in Waiomatatini) war ein bekannter neuseeländischer Politiker. Er wurde oft als der herausragendste Māori-Politiker beschrieben, der jemals im Neuseeländischen Parlament diente. Er ist außerdem für seine Bemühungen zur Förderung und zum Schutz der Kultur und Sprache der Māori bekannt.

## Frühes Leben
Ngata wurde in Te Araroa (damals Kawakawa), einem kleinen Küstenort etwa 175 km nördlich von Gisborne als Angehöriger des Iwi Ngāti Porou geboren. Sein Vater wurde als Experte für die traditionellen Überlieferungen der Māori angesehen. Ngata wurde sowohl von seinem Vater als auch von seinem Großonkel Ropata Wahawaha beeinflusst, der die Streitkräfte der Ngāti Porou in den Neuseelandkriegen geführt hatte. Ngata wuchs in einer Māori-Umgebung auf und sprach die Sprache der Māori. Sein Vater achtete jedoch auch darauf, dass er etwas über die Welt der weißen Pākehā lernte, da er glaubte, dieses Verständnis würde den Ngāti Porou von Nutzen sein.
Ngata besuchte die Grundschule in Waiomatatini, danach das Te Aute College, wo er eine europäische Erziehung erhielt. Ngata war ein guter Schüler, so dass er ein Stipendium für das Canterbury University College erhielt. Dort studierte er Politikwissenschaft und Recht. 1893 erhielt er den Bachelor of Arts in Politikwissenschaften, damit war er der erste Māori, der einen akademischen Grad an einer neuseeländischen Universität erhielt. 1896 erhielt er außerdem den Bachelor of Laws an der University of Auckland.

## Heirat
1895 heiratete Ngata die 16-jährige Arihia Kane Tamati, die dem gleichen Iwi angehörte. Ngata war zuvor mit ihrer älteren Schwester, Te Rina, verlobt. Diese verstarb jedoch. Apirana und Arihia hatten 15 Kinder, von denen drei Jungen und ein Mädchen jung starben. Sechs Mädchen und fünf Jungen erreichten das Erwachsenenalter.
Kurz nach dem Ngata seinen juristischen Abschluss erhalten hatte, zog die Familie nach Waiomatatini zurück, wo sie ein Haus bauten. Ngata wurde bald in der Gemeinde bekannt, er machte einige Anstrengungen um die sozialen und wirtschaftlichen Bedingungen für die Māori im Land zu verbessern. Er schrieb auch viel zum Platz der Māori-Kultur in der modernen Gesellschaft. Zur gleichen Zeit erlangte er nach und nach eine Führungsposition bei den Ngāti Porou, besonders auf dem Gebiet der Landverwaltung und des Finanzwesens.

## Beginn der nationalen politischen Laufbahn
Ngata kam erstmals durch seine Freundschaft mit dem Politiker James Carroll mit der nationalen Politik in Kontakt. Dieser war damals Minister für Eingeborenenangelegenheiten (Minister of Native Affairs) in der Regierung der Liberal Party. Ngata half Carroll bei der Vorbereitung von zwei Gesetzesvorlagen, die beide die juristischen Rechte der Māori verbessern sollte. Bei den Parlamentswahlen 1905 wurde Ngata als liberaler Kandidat für den Sitz des Wahlbezirkes Eastern Māori ins Parlament gewählt und löste hier Wi Pere ab.

## Frühe politische Laufbahn
Ngata zeichnete sich im Parlament schnell als begabter Redner aus. Er arbeitete eng mit seinem Freund Carroll und Robert Stout zusammen. Ngata und Stout, beide Mitglieder der Native Land Commission, waren gegenüber der Strategie der Regierung in Bezug auf die Māori oft kritisch eingestellt, besonders gegen die Politik, die den Verkauf von Māori-Land begünstigte. 1909 assistierte Ngata John Salmond beim Entwurf des Native Land Act.
Ende 1909 wurde Ngata in das Kabinett berufen. Er erhielt dort einen untergeordneten Verwaltungsposten, der für die Māoriland-Räte verantwortlich war. Er behielt diesen Posten bis 1912, als die liberale Regierung die Wahlen verlor. Ngata folgte den Liberalen in die parlamentarische Opposition.
Im Ersten Weltkrieg war Ngata aktiv, unter den Māori Rekruten für den Militärdienst anzuwerben und arbeitete dabei eng mit dem Parlamentsabgeordneten der Reform Party, Māui Pōmare, zusammen. Ngatas eigener Iwi, Ngāti Porou, waren besonders stark unter den Freiwilligen vertreten. Die große Beteiligung der Māori am Krieg, von der viel Ngata und Pōmare zugeschrieben werden kann, schuf zu einem gewissen Grade eine positivere Einstellung der Pākehā gegenüber den Māori und half bei den späteren Bemühungen Ngatas, Landstreitigkeiten beizulegen.
Obwohl Teil der Opposition erfreute sich Ngata relativ guter Beziehungen zu seinem Gegenstück in der Regierungspartei. Er hatte besonders zu Gordon Coates, der 1925 Premierminister wurde, ein gutes Verhältnis. Die Gründung mehrerer Regierungsstellen, so des Māori Purposes Fund Control Board und des Board of Māori Ethnological Research, ist stark Ngatas Bemühungen zu verdanken.
In dieser Zeit befasste sich Ngata auch mit zahlreichen anderen Dingen. Unter anderem betätigte er sich in akademischen und literarischen Kreisen. In dieser Zeit publizierte er mehrere Werke über bedeutende Themen der Māori-Kultur. Ngā Mōteatea, eine Sammlung von Māori-Liedern, ist eines der bekannteren dieser Werke. Ngata beschäftigte sich auch mit dem Schutz und der Förderung der Māori-Kultur in den unter den Māori, besonders des Haka, Poi und traditionelle Schnitzereien. Ein Aspekt seiner Förderung der Māori-Kultur war der Bau zahlreicher neuer traditioneller Versammlungshäuser auf Marae im ganzen Land. Auch in sportlicher Hinsicht war Ngata aktiv. Er förderte Wettkämpfe und Turniere zwischen den Stämmen. Außerdem brachte Ngata die Angelegenheiten der Māori in die Anglikanische Kirche ein und ermutigte sie, eine Māori-Diözese einzurichten. Trotz aller dieser Aktivitäten beschäftigte sich Ngata weiter intensiv mit den Angelegenheiten seines eigenen Iwi, besonders auf dem Gebiet der Landentwicklung.
Ngata wurde 1927 zum Knight Bachelor geschlagen, damit war er nach Carroll und Pōmare der dritte Māori, der diese Ehrung erhielt.

## Karriere als Minister
Die United Party, die von Mitgliedern von Teilen der alten Liberal Party gegründet worden war, gewann unerwartet die Parlamentswahlen des Jahres 1928. Ngata kehrte am 10. Dezember 1928 als 22. Minister of Native Affairs ins Kabinett zurück und löste Gordon Coates ab. Er stand an dritter Stelle in der Rangordnung des Kabinetts und war gelegentlich amtierender stellvertretender Premierminister. Ngata blieb weiter sehr umtriebig und war für seine Unermüdlichkeit bekannt. Vieles in seiner Arbeit als Minister war mit Landreformen und der Förderung der Entwicklung auf dem Land der Māori verbunden. Ngata glaubte an die Notwendigkeit einer Verjüngung der Māorigesellschaft und arbeitete auf dieses Ziel hin.
1929 starben seine Frau und sein ältester Sohn an einer Krankheit.
1932 kamen Ngata und sein Department of Native Affairs zunehmend unter die Kritik anderer Politiker. Viele glaubten, dass Ngata zu rasch vorandrängte und die zahlreichen Aktivitäten, die Ngata auslöste, verursachten organisatorische Schwierigkeiten im Departement. Eine Untersuchung von Ngatas Departement deckte auf, dass einer von Ngatas Untergebenen Abrechnungen gefälscht hatte. Ngata selbst wurde kritisiert, da er offizielle Regelungen missachtete, die er oft als Hemmnisse für den Fortschritt ansah. Es wurde auch beschuldigt, die Ngāti Porou begünstigt zu haben, obwohl dafür niemals Beweise geliefert wurden. Obwohl er aus seiner eigenen Sicht selbst keine Fehler begangen hatte, übernahm er die politische Verantwortung für die Handlungen seines Ministeriums und trat am 1. November 1934 zurück. Sein Nachfolger wurde George Forbes.
Viele Māori waren über das Ausscheiden von Ngata aus der Regierung wütend, da sie glaubten er sei Opfer eines Versuches der Pākehā, seine Landreformen zu unterminieren.

## Späteres Leben
Trotz seines Rückzuges aus dem Kabinett blieb er Abgeordneter. Bei den Wahlen 1935 siegte die Labour Party und Ngata ging erneut in die Opposition. Die neue Regierung behielt jedoch viele seiner Reformprogramme bei. Ngata blieb von 1905 bis zu den Wahlen 1943 im Parlament, bei denen er vom Gegenkandidaten der Labour Party, Tiaki Omana, besiegt wurde. Bei den nächsten Wahlen 1946 kandidierte er erfolglos.
Nach seinem Ausscheiden aus dem Parlament blieb Ngata politisch aktiv. Er beriet den Premierminister der Labour Party, Peter Fraser, und den Minister für Māoriangelegenheiten Ernest Corbett zu den Angelegenheiten der Māori und organisierte 1940 die Feier zum 100. Jahrestag des Vertrages von Waitangi. Im Zweiten Weltkrieg half er erneut beim Rekrutieren von Soldaten unter den Māori. 1950 wurde er in das Oberhaus des Parlamentes, den Legislative Council, berufen, war jedoch bereits gesundheitlich zu geschwächt, um seine Arbeit aufzunehmen.
Ngata starb am 14. Juli 1950 in Waiomatatini. Wegen seiner großen Beiträge zur Kultur und Sprache der Māori ist er auf dem neuseeländischen 50-$-Schein abgebildet.